# Euthyneura
Euthyneura — таксономічний інфраклас равликів і слимаків, який включає види виключно морських, водних і наземних черевоногих молюсків у кладі Heterobranchia.
Евтиневри характеризуються декількома аутапоморфіями, але названі на честь еутіневрів. Вони вважаються найбільш успішною і різноманітною групою черевоногих. У межах цього таксону черевоногі досягли свого піку видового багатства та екологічного різноманіття. Цей очевидний еволюційний успіх, ймовірно, можна пояснити кількома факторами. Морські Opisthobranchia, наприклад, розвинули кілька клад, що спеціалізуються на менш використовуваних харчових ресурсах, таких як губки або кнідарії. Ключовим нововведенням в еволюції Pulmonata була колонізація прісноводних і наземних середовищ існування.
Різні філогенетичні дослідження зосереджені на Euthyneura: Dayrat et al. (2001), Dayrat & Tillier (2002) і Grande et al. (2004). Морфологічний аналіз, проведений Дайратом і Тільєром (2002), продемонстрував необхідність дослідження нових наборів даних для критичного аналізу філогенії цієї суперечливої групи черевоногих. Klussmann-Kolb та ін. (2008) простежили еволюційний сценарій щодо колонізації різних середовищ існування на основі філогенетичної гіпотези та показали, що традиційну класифікацію Euthyneura необхідно переглянути.

## Таксономія 2016 року
Кано та ін. (2016) запропонував новий таксон Ringipleura і класифікував Ringiculoidea як сестринську групу Nudipleura:

|  | Rissoelloidea |
|  |               |
|  | Acteonoidea   |
|  |               |

|  | Ringiculoidea |
|  |               |
|  | Nudipleura    |
|  |               |

|  | Rissoelloidea |
|  |               |
|  | Acteonoidea   |
|  |               |

|  | Ringiculoidea |
|  |               |
|  | Nudipleura    |
|  |               |

|  | Euopisthobranchia |
|  |                   |
|  | Panpulmonata      |
|  |                   |

|  | Rissoelloidea |
|  |               |
|  | Acteonoidea   |
|  |               |

|  | Ringiculoidea |
|  |               |
|  | Nudipleura    |
|  |               |

|  | Rissoelloidea |
|  |               |
|  | Acteonoidea   |
|  |               |

|  | Ringiculoidea |
|  |               |
|  | Nudipleura    |
|  |               |

|  | Euopisthobranchia |
|  |                   |
|  | Panpulmonata      |
|  |                   |

|  | Rissoelloidea |
|  |               |
|  | Acteonoidea   |
|  |               |

|  | Ringiculoidea |
|  |               |
|  | Nudipleura    |
|  |               |

|  | Rissoelloidea |
|  |               |
|  | Acteonoidea   |
|  |               |

|  | Ringiculoidea |
|  |               |
|  | Nudipleura    |
|  |               |

|  | Euopisthobranchia |
|  |                   |
|  | Panpulmonata      |
|  |                   |

|  | Rissoelloidea |
|  |               |
|  | Acteonoidea   |
|  |               |

|  | Ringiculoidea |
|  |               |
|  | Nudipleura    |
|  |               |

|  | Rissoelloidea |
|  |               |
|  | Acteonoidea   |
|  |               |

|  | Ringiculoidea |
|  |               |
|  | Nudipleura    |
|  |               |

|  | Euopisthobranchia |
|  |                   |
|  | Panpulmonata      |
|  |                   |